# Compensación de carbono
Una compensación de carbono es una reducción en las emisiones de dióxido de carbono o gases de efecto invernadero hecha para compensar una emisión efectuada en otro lugar.
Mediante este mecanismo, gobiernos, empresas o individuos prestan apoyo a iniciativas que reducen el CO2 de la atmósfera -como puede ser la plantación de árboles o la generación de energías renovables- con el objeto de compensar las emisiones que producen sus actividades económicas. 
Las compensaciones de carbono se miden en toneladas métricas de dióxido de carbono equivalente (CO2e) y pueden representar seis categorías primarias de gases de efecto invernadero: dióxido de carbono (CO2
), metano (CH4
), óxido de nitrógeno (I) (N2
O), fluorocarburos (PFC), hidrofluorocarbonos (HFC) y hexafluoruro de azufre (SF6
). Una compensación de carbono representa la reducción de una tonelada métrica de dióxido de carbono o su equivalente en otros gases de efecto invernadero.
La compensación de carbono ha ganado cierta atracción e impulso, principalmente entre los consumidores de los países occidentales, que han tomado conciencia y están preocupados por los efectos ambientales potencialmente negativos de los estilos de vida y las economías que consumen mucha energía. 

## Mercados
Hay dos mercados para las compensaciones de carbono: el obligatorio y el voluntario.

### Mercado obligatorio
En el mayor, de sujetos obligados, las empresas, los gobiernos u otras entidades compran compensaciones de carbono para cumplir con los límites sobre la cantidad total de dióxido de carbono que se les permite emitir. Este mercado existe para lograr el cumplimiento de las obligaciones del Anexo 1 del Protocolo de Kioto, y de entidades afectadas por el Régimen de Comercio de Derechos de Emisión de la Unión Europea. En 2006 se compraron cerca de 5 500 millones de dólares de compensaciones de carbono en el mercado de cumplimiento, lo que representa alrededor de 1 600 millones de toneladas métricas de reducciones de CO2e.
El Protocolo de Kioto ha establecido las compensaciones como una forma para que los gobiernos y las empresas ganen bonos de carbono, los cuales pueden luego ser cambiados en el mercado. El protocolo estableció el Mecanismo de Desarrollo Limpio (CDM por sus siglas en inglés), el cual valida y mide los proyectos para asegurar que produzcan beneficios auténticos y sean realmente actividades "adicionales" que de otra manera no se hubieran emprendido. Las organizaciones que no pueden cumplir con sus cuotas de emisiones pueden compensar sus emisiones comprando certificados de reducción de emisiones aprobados por el CDM. Las emisiones de algunos tipos de combustible, como el gasóleo, han obligado a uno de los proveedores de combustible del Reino Unido a crear un combustible bautizado Diésel Rojo Compensado en Carbono.

### Mercado voluntario
En el mercado voluntario, mucho más pequeño, individuos, empresas o gobiernos compran compensaciones de carbono para mitigar sus propias emisiones de gases de efecto invernadero provenientes del transporte, el uso de la electricidad y otras fuentes. Por ejemplo, un individuo podría comprar compensaciones de carbono para compensar las emisiones de gases de efecto invernadero causadas por sus viajes aéreos personales. Muchas compañías también ofrecen compensaciones de carbono como un suplemento durante el proceso de ventas para que los clientes puedan mitigar las emisiones relacionadas con su compra de productos o servicios (tales como la compensación de emisiones relacionadas con un vuelo de vacaciones, alquiler de coche, bienes, etc.). En 2008, alrededor de 705 millones de $ en compensaciones de carbono fueron comprados en el mercado voluntario, lo que representa alrededor de 123,4 millones de toneladas métricas de reducciones de CO2e. Algunos proveedores de combustible en el Reino Unido ofrecen, con colorantes que lo diferencian, combustible que ha sido compensado en carbono.

## Tipos de proyectos
Las compensaciones se logran típicamente a través del apoyo financiero a proyectos que reducen la emisión de gases de efecto invernadero a corto o largo plazo. El tipo de proyecto más común es el de energías renovables, como parques eólicos, biomasa, digestores de biogás o energía hidroeléctrica. Otros incluyen proyectos de mitigación del cambio climático, la destrucción de contaminantes industriales o subproductos agrícolas, la destrucción de metano en vertederos y proyectos forestales. Algunos de los proyectos de compensación de carbono más populares desde una perspectiva corporativa son la eficiencia energética, como cocinas más eficientes y los proyectos de turbinas eólicas.

## Controversias
Las compensaciones pueden ser una alternativa más barata o conveniente que reducir el consumo de combustibles fósiles. Sin embargo, algunos críticos se oponen a las compensaciones de carbono y cuestionan los beneficios de ciertos tipos de compensaciones.

### Greenwashing
A las empresas que consideran adquirir compensaciones se les recomienda una diligencia debida para identificar y evaluar compensaciones de "buena calidad", que aseguran que la compensación realmente proporciona los beneficios ambientales deseados y evitan los riesgos reputacionales asociados a compensaciones de mala calidad.

### Globalización del carbono
Las compensaciones se consideran una importante herramienta política para mantener las economías estables y mejorar la sostenibilidad. Uno de los peligros ocultos de la política de cambio climático son los precios desiguales del carbono en la economía, que pueden causar daños económicos colaterales si la producción se desplaza a regiones con un precio más bajo de carbono -a menos que se pueda comprar carbono de esa zona, lo cual permitiría efectivamente igualar el precio.

### Eficacia de plantar árboles como medida de compensación
Algunas organizaciones cuestionan el hecho de plantar árboles como medida de compensación. Los críticos apuntan a los siguientes puntos:
- Destiempo. Los árboles alcanzan su madurez al cabo de décadas en las que irán absorbiendo carbono. Sin embargo, las emisiones se realizan en el presente, por lo que la cantidad equivalente de carbono permanece en la atmósfera durante años contribuyendo al efecto invernadero.[11]

- Monocultivos. Para ahorrar costes, algunos proyectos plantan solamente una especie de árbol.[11] Esta práctica no es sostenible a largo plazo, degradando aún más el ecosistema.